# Skånes Djurpark
Skånes Djurpark, est un parc animalier situé dans la banlieue proche de Höör, à 2,5 km du centre ville. Le parc mesure 100 hectares et il est le plus grand du monde ayant des animaux « Nordiques », pour un total d’environ 85 espèces.

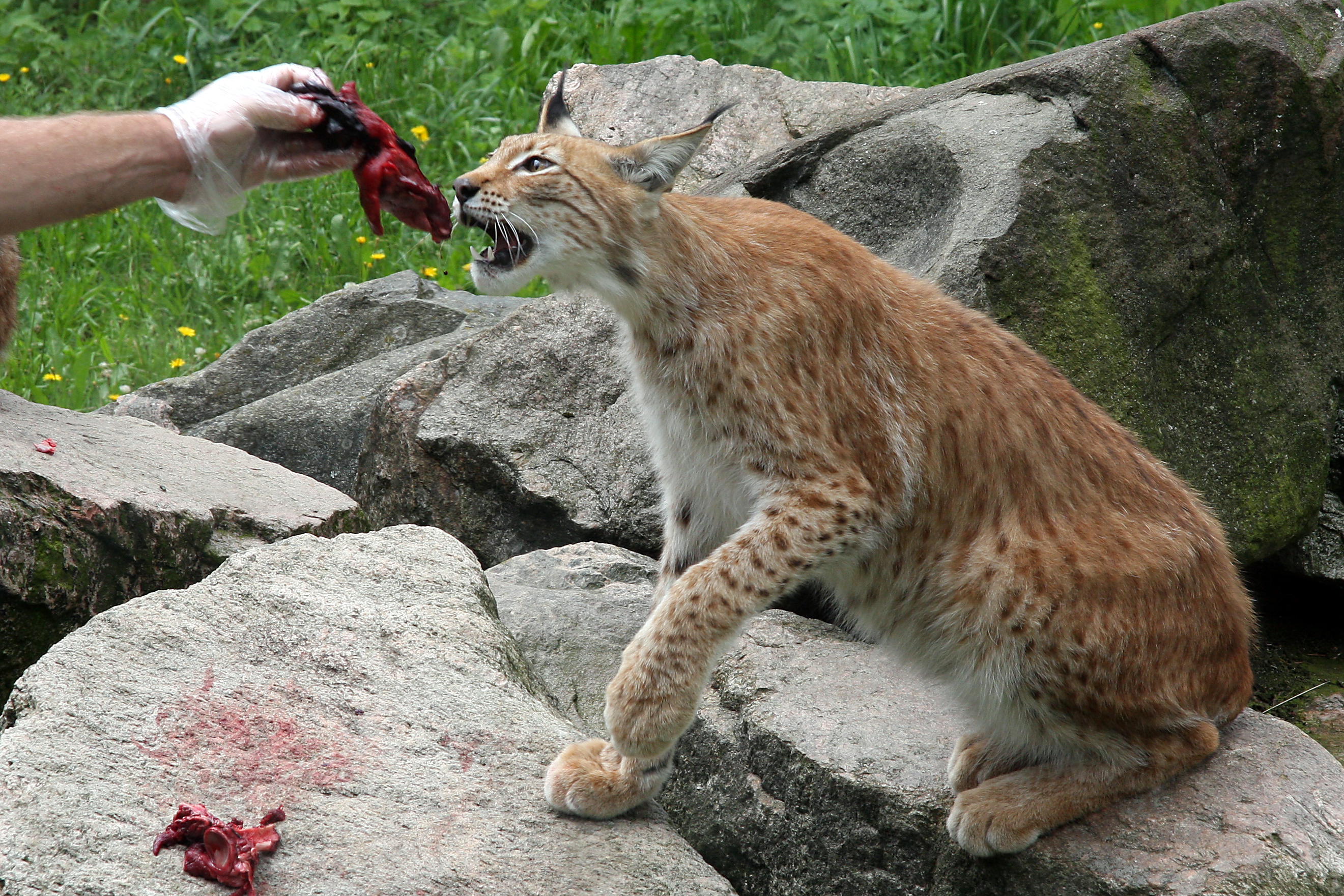
Distribution de nourriture au lynx dans le parc animalier de Skåne

## Histoire
L’Idée de Skånes Djurpark était de rassembler dans un grand espace naturel un grand nombre d’animaux exclusivement de Scandinavie. En 1948, afin de créer l’emplacement du parc, des entreprises de Scanie (en suédois et danois Skåne) ont acheté une ferme dans le lieu-dit de Frostavallen proche de Höör. 
Lors de l’ouverture du parc en 1952, le succès a été au rendez-vous avec 52 000 visiteurs (125 000 en 2016), notamment grâce à l’idée nouvelle de mettre les animaux dans des enclos adaptés à leurs tailles où ils peuvent à la fois être proches des visiteurs et bouger à leur guise. En 1992, pour fêter les quarante ans du parc, la plus grande volière de cigognes de Suède a été inaugurée dans le parc. L'objectif était de réintroduire progressivement les cigognes en Scanie.
Le parc a été jusque dans les années 1980 une attraction touristique importante de la région. Il a ensuite connu pendant plusieurs années des problèmes économiques jusqu'à sa reprise en 2015 par le groupe Norvégien Lund Gruppen. Un important investissement de 100 millions de Couronnes Suédoise étalé sur dix ans est prévu par le groupe.
Le parc à thème de Fåret Shaun Land, (Shaun the sheep en anglais), inspiré des films et séries télévisées du fameux mouton, a été ouvert durant l'été 2016 à l’intérieur de Skånes Djurpark. Avec une superficie de 20.000 mètres carrée, il est le premier parc de Fåret Shaun au monde.

## Activités
Les soigneurs d'animaux nourrissent certains animaux devant les visiteurs en expliquant leurs modes de vie. Les plus appréciés sont les ours, les phoques et les animaux de la ferme. Il est également possible d'entrer dans l'enclos des animaux de la ferme où l'on trouve entre autres des chèvres, moutons et oies. Certains se laissent caresser. 
Il y a également un terrarium exposant reptiles et amphibiens.  
Pendant les journées chaudes de l'été, deux toboggans d'eau sont ouverts au public.